# رايموند وارد بيسل
رايموند وارد بيسل (بالإنجليزية: R. Ward Bissell)‏ هو مؤرخ الفن أمريكي، ولد في 1936.